# ロバート・D・フィッツジェラルド

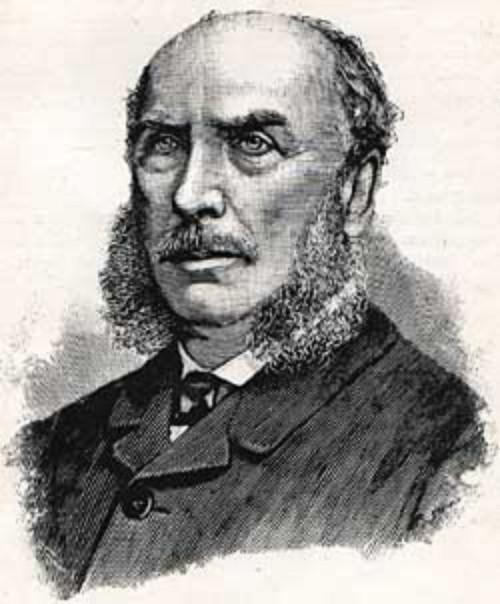
ロバート・D・フィッツジェラルド

ロバート・D・フィッツジェラルド（英: Robobert David FitzGerald、もしくは Robert Desmond FitzGerald、1830年11月30日 – 1892年8月12日）は、アイルランド生まれで、オーストラリアに移民した測量技師で、鳥類学者、植物学者。オーストラリアの鳥類やランなどの植物をヨーロッパに紹介した。

## 略歴
アイルランドのケリー県トラリーで生まれた。コークのクィーンズ・カレッジ（現在のユニバーシティ・カレッジ・コーク）で土木学を学んだ後、オーストラリアに移住した。1856年にシドニーに到着し、国土局（Department of Lands）に製図係として雇われた。役人として働き、鉱山調査の長や教会や学校の管理を行った。個人の時間に鳥類研究家としての活動を行い、1850年代半ばに地元の雑誌に鳥類に関する記事を書いた。1864年にはニュー・サウス・ウェールズ州のウォーリス湖を訪れ、シダやランを採集し自宅で栽培した。ランへの興味は生涯続き、1869年と1871年、1876年にオーストラリア領の離島、ロード・ハウ島に渡り、ランの採集を行った。そこで発見した新種のランがフィッツジェラルドの名前がつけられた Dracophyllum fitzgeraldiiである。オーストラリアで多くの新種植物を発見した植物学者、フェルディナント・フォン・ミュラーとの間で交わされた手紙が残され、ビクトリア標本館に保管されている。
1875年から1882年の間、役所の同僚である版画家、アーサー・ジェームズ・ストップスとともに『オーストラリアのラン』（"Australian Orchids"）を出版した。この著書によって植物学の世界でも有名になり、ジョセフ・ダルトン・フッカーによって高く評価された。
Dracophyllum fitzgeraldii の他、ラン科の種、Sarcochilus fitzgeraldiiなどにも献名されている。